# Liste der Biografien/Mono
Liste der Biografien |
Portal Biografien |
Personensuche
# |
A |
B |
C |
D |
E |
F |
G |
H |
I |
J |
K |
L |
M |
N |
O |
P |
Q |
R |
S |
T |
U |
V |
W |
X |
Y |
Z |
?
 
Ma |
Mb |
Mc |
Md |
Me |
Mf |
Mg |
Mh |
Mi |
Mj |
Mk |
Ml |
Mm |
Mn |
Mo |
Mp |
Mq |
Mr |
Ms |
Mt |
Mu |
Mv |
Mw |
Mx |
My |
Mz
 
Moa |
Mob |
Moc |
Mod |
Moe |
Mof |
Mog |
Moh |
Moi |
Moj |
Mok |
Mol |
Mom |
Mon |
Moo |
Mop |
Moq |
Mor |
Mos |
Mot |
Mou |
Mov |
Mow |
Mox |
Moy |
Moz
 
Mona |
Monb |
Monc |
Mond |
Mone |
Monf |
Mong |
Monh |
Moni |
Monj |
Monk |
Monl |
Monm |
Monn |
Mono |
Monr |
Mons |
Mont |
Monu |
Monv |
Mony |
Monz
Die Liste der Biografien führt alle Personen auf, die in der deutschsprachigen Wikipedia einen Artikel haben. Dieses ist eine Teilliste mit 43 Einträgen von Personen, deren Namen mit den Buchstaben „Mono“ beginnt.

## Mono

### Monob
- Monobrother, österreichischer Rapper

### Monod
- Monod, Adolphe (1802–1856), französischer reformierter Theologe und Erweckungsprediger
- Monod, Eugène (1871–1929), Schweizer Architekt
- Monod, Frédéric (1794–1863), schweizerisch-französischer evangelischer Geistlicher
- Monod, Gabriel (1844–1912), französischer Historiker und Mediävist
- Monod, Gaston (1883–1914), französischer Sprach- und Literaturwissenschaftler
- Monod, Jacques (1910–1976), französischer BiochemikerJacques Monod (1910–1976)

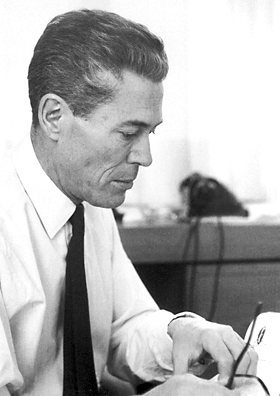
Jacques Monod (1910–1976)

- Monod, Jacques (1918–1985), französischer Schauspieler
- Monod, Jacques-Louis (1927–2020), US-amerikanischer Komponist, Dirigent und Musiktheoretiker französischer Herkunft
- Monod, Jean (1765–1836), französischer reformierter Pastor
- Monod, Jean (1822–1907), französischer reformierter Pfarrer und Theologe
- Monod, Lucien (1867–1957), französischer Maler, Zeichner und Graphiker der Belle Époque und des Symbolismus
- Monod, Marie (1876–1966), französische Feministin und Historikerin
- Monod, Nicolas (* 1973), Schweizer Mathematiker
- Monod, Raphaëlle (* 1969), französische Freestyle-Skisportlerin
- Monod, Sarah (1836–1912), französische protestantische Feministin
- Monod, Théodore (1836–1921), französischer reformierter Pastor und Kirchenlieddichter
- Monod, Théodore (1902–2000), französischer Afrikaforscher
- Monod, Wilfred (1867–1943), französischer reformierter Pfarrer und Theologe

### Monog
- Monogrammist AD, deutscher Bildschnitzer
- Monogrammist IP, deutscher Bildschnitzer

### Monol
- Monolink, deutscher DJ und Musikproduzent

### Monom
- Monomachos, griechischer Koroplast

### Monon
- Monon, Heiliger
- Mononen, Ilona (* 2003), finnische Leichtathletin
- Mononen, Kalevi (1920–1996), finnischer Skilangläufer
- Mononen, Laura (* 1984), finnische Skilangläuferin
- Mononen, Lauri (1950–2018), finnischer Eishockeyspieler und -trainer
- Mononen, Unto (1930–1968), finnischer Komponist
- Mononobe no Me, japanischer Höfling
- Monontsi, Ncholu (* 1963), lesothischer Boxer

### Monor
- Monory, René (1923–2009), französischer Minister

### Monos
- Monosilio, Salvatore (1715–1776), italienischer Maler
- Monosson, Leo (1897–1967), deutscher Schlagersänger der Weimarer Zeit
- Monostori, Tivadar (1936–2014), ungarischer Fußballspieler

### Monot
- Monot, Antoine (* 1975), deutsch-schweizerischer Schauspieler und FilmproduzentAntoine Monot (* 1975)

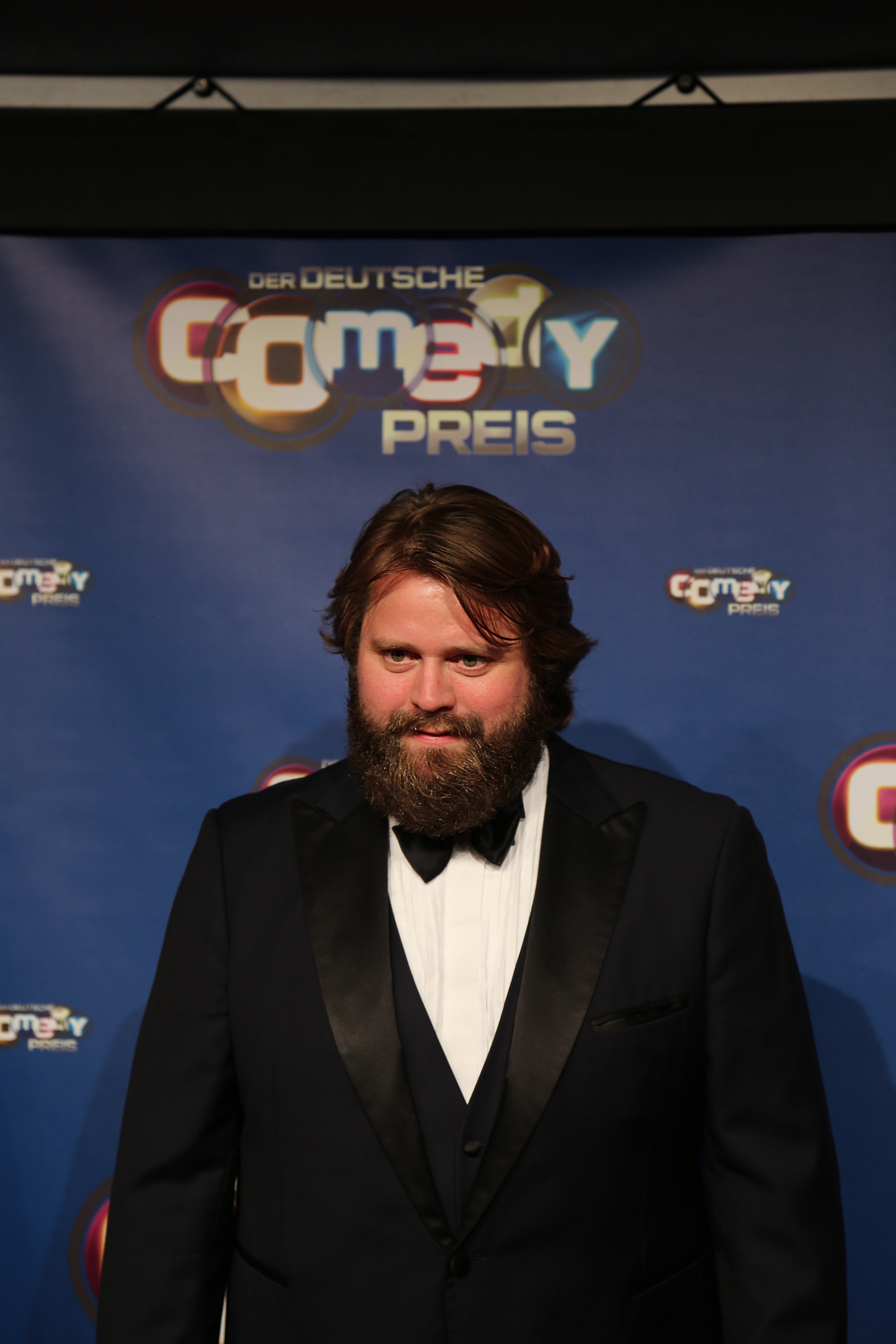
Antoine Monot (* 1975)

- Monot, Bernard (* 1952), französischer Politiker (Front National), MdEP
- Monot, Louise (* 1981), französische Schauspielerin
- Monot, Yves (* 1944), französischer Ordensgeistlicher, römisch-katholischer Bischof von Ouesso

### Monow
- Monow, Krassimir (* 1983), bulgarischer Eishockeyspieler
- Monow, Nikolai Alexejewitsch (* 1972), russischer bzw. moldauischer Ringer
- Monowa, Polina Iwanowna (* 1993), russische Tennisspielerin

### Monoy
- Monoyer, Ferdinand (1836–1912), französischer Augenarzt